# Parasergestes
Parasergestes is een geslacht van kreeftachtigen uit de klasse van de Malacostraca (hogere kreeftachtigen).

## Soorten
- Parasergestes armatus (Krøyer, 1855)
- Parasergestes cylindricus (Vereshchaka, 2009)
- Parasergestes diapontius (Spence Bate, 1881)
- Parasergestes extensus (Hanamura, 1983)
- Parasergestes halia (Faxon, 1893)
- Parasergestes sirenkoi (Vereshchaka, 2009)
- Parasergestes stimulator (Burkenroad, 1940)
- Parasergestes vigilax (Stimpson, 1860)